# 王雪华
王雪华（1964年2月—），男，湖南衡阳人，中国物理学家，现任中山大学物理学院二级教授，中山大学副校长，中国民主同盟中央委员会常务委员，第十三届全国政协委员。